# Diretmoides
Diretmoides es un género de peces de la familia, del orden Diretmidae. Este género marino fue descrito por primera vez en 1981 por Alfred Post y Jean-Claude Quéro.

## Especies
Especies reconocidas del género:
- Diretmoides pauciradiatus (Woods, 1973)
- Diretmoides veriginae Kotlyar, 1987